# Latillé
Latillé – miejscowość i gmina we Francji, w regionie Nowa Akwitania, w departamencie Vienne.
Według danych na rok 1990 gminę zamieszkiwało 1 305 osób, a gęstość zaludnienia wynosiła 52 osoby/km² (wśród 1467 gmin regionu Poitou-Charentes, Latillé plasuje się na 222. miejscu pod względem liczby ludności, natomiast pod względem powierzchni na miejscu 255.).